# میدان (فیزیک)

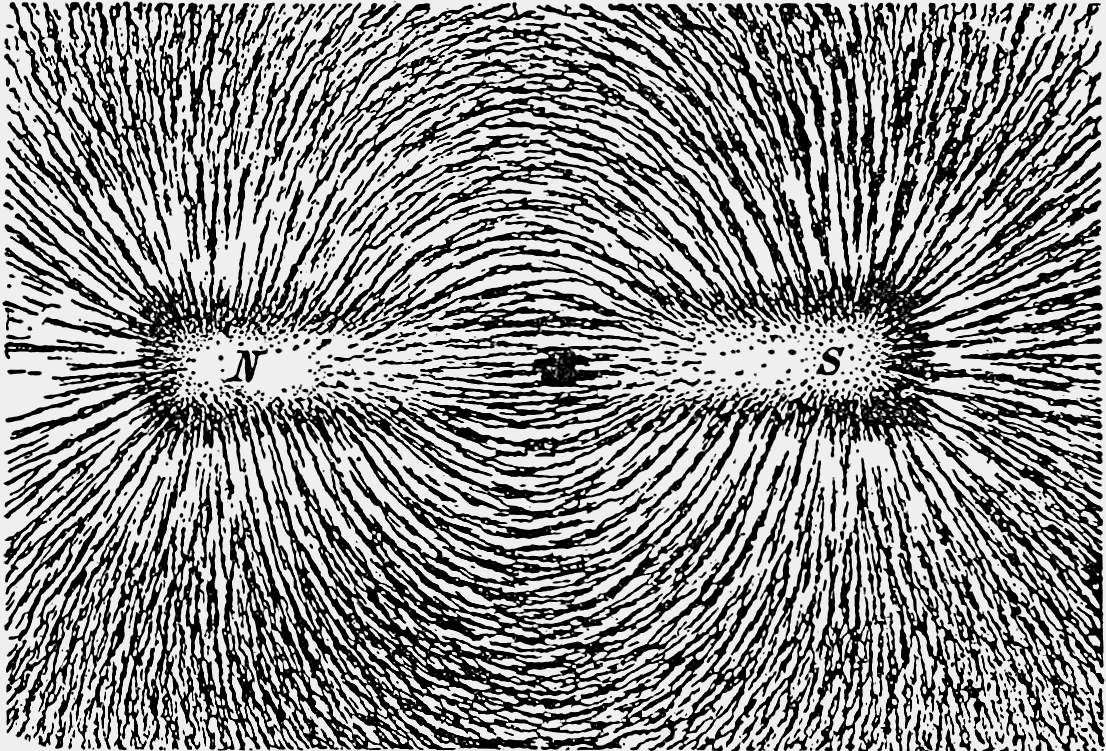
یک میدان مغناطیسی که ناشی از شکل قرارگیری براده های آهن به دور یک آهنربا است

در فیزیک، میدان به مواردی گفته می‌شود که در آن‌ها کمیتی فیزیکی را به هر یک از نقاط مکان (یا به‌طور عمومی‌تر به هر نقطه از فضازمان) نسبت داده باشیم.
یک میدان با توجه به مقدارش در هر نقطه، می‌تواند یک اسکالر، بردار، اسپینور یا در حالت عمومی‌تر یک تانسور باشد. برای مثال تابع چگالی (جرم یا بار الکتریکی یا نظیر این‌ها) یک میدان اسکالر و میدان گرانشی نیوتون یا میدان الکتروستاتیک یک میدان برداری است، زیرا مشخص نمودن آن‌ها در هر نقطه نیاز به یک عدد برای مقدار و سه عدد برای جهت دارد. هرکدام از این دسته‌ها ممکن است زیرمجموعهٔ میدان‌های کلاسیک یا میدان‌های کوانتومی باشند. میدان‌های کلاسیک با اعداد و میدان‌های کوانتومی با عملگرهای کوانتومی مشخص می‌شوند.
اینکه میدان‌ها با چند عدد در فضازمان مشخص می‌شوند نباید از اینکه آن‌ها واقعیت فیزیکی دارند چیزی بکاهد. میدان‌ها فضا اشغال می‌کنند، انرژی دارند و حضور آن‌ها مانع وجود خلأ کامل می‌گردد. هر میدان یک حالت در فضا ایجاد می‌کند که قابل آشکارسازی است. اگر یک ذرهٔ مناسب را در آن فضا قرار دهیم نیرو حس خواهد کرد.
در برخی حالت‌ها فرض اینکه میدان‌ها حامل تکانه نیز هستند بسیار مفید (و تا حدی اجتناب‌ناپذیر) است.
این مسئله نیز موجب شده تا مفهوم میدان بسیار حقیقی به نظر برسد. در حقیقت این مسئله مفهوم میدان را تبدیل به یکی از مفاهیم بنیادین در فیزیک جدید کرده‌است.

## نظریه میدان
این نظریه به دو قسمت نظریهٔ میدان کلاسیک (معادلات ماکسول) و نظریهٔ میدان‌های کوانتومی تقسیم می‌شود.